# Ernst von Wrisberg
Ernst August Ludwig Konrad von Wrisberg (né le 2 août 1862 à Schwerin et mort le 1er avril 1927 à Berlin) est un général de division prussien et directeur du département général de la Guerre .

## Biographie

### Origine
Ernst est le fils du lieutenant général prussien Wilhelm von Wrisberg (de) (1828–1914) et de son épouse Dorothea, née von Zülow (de) (1839–1878).

### Carrière militaire
Wrisberg rejoint comme Adantageur le 1er avril 1884 le 4e régiment d'infanterie de la Garde de l'armée prussienne et promu au grade de premier lieutenant à la mi-août 1893. En octobre de la même année, il étudie à l'Académie de guerre pendant trois ans pour parfaire sa formation. Par la suite, Wrisberg est affecté au service du Grand État-major. Après sa promotion au grade de capitaine, il sert comme commandant de compagnie puis est affecté à l'état-major général. De 1903 à 1906, Wrisberg est officier d'état-major de la 10e division d'infanterie, puis rejoint le 5e corps d'Armée en tant que major (depuis le 19 octobre 1905) dans la même fonction, et est finalement transféré au ministère de la Guerre en 1908. Avec sa promotion au grade de lieutenant-colonel le 1er octobre 1912, Wrisberg devient chef d'état-major du 17e corps d'armée. Après un an, il revient au ministère de la Guerre et occupe le poste de chef du 1er département de l'Armée.
Après le déclenchement de la Première Guerre mondiale, Wrisberg est promu colonel le 19 août 1914. En tant que chef de service, il est en grande partie responsable du bon déroulement de la mobilisation. C'est ainsi que, le 25 mars 1915, Wrisberg se voit confier pour la première fois les fonctions de directeur du Département général de la guerre. À ce titre, il est chargé de fournir à l'armée combattante suffisamment de munitions, d'armes et d'autres équipements militaires, de lui fournir les remplacements nécessaires d'hommes, de chevaux et de machines, et de gérer toutes les nouvelles formations et réorganisations. Après avoir déjà reçu les deux classes de la croix de fer à ce titre, il est décoré de l'ordre de la Couronne, de 2e classe avec épées. Promu général de division, Wrisberg est finalement nommé directeur du département général de la Guerre le 6 novembre 1917. En reconnaissance de ses services, Guillaume II lui décerne la croix de commandeur de l'ordre royal de la Maison de Hohenzollern avec épées le 2 août 1917. Du 12 au 27 décembre 1917, Wrisberg est également le chef du 35e brigade d'infanterie de réserve sur le front occidental en Flandre. Il est légèrement blessé à Ypres, mais reste avec les troupes. Par la suite, jusqu'au 20 janvier 1918, il est nommé représentant du commandant de la 18e division de réserve. Pour ses services dans la préparation et l'exécution de l'offensive du printemps, Guillaume II lui décerne l'ordre Pour le Mérite le 8 avril 1918.
Après la fin de la guerre, Wrisberg reste d'abord à son poste, est rendu disponible pour le service en mai 1919 et est mis à sa disposition le 8 juillet 1919, après approbation de sa demande de démission. Pendant le putsch de Kapp, tous les officiers du ministère de la Guerre lui sont subordonnés, à l'exception du Bureau des troupes. De 1917 à 1919, il est représentant adjoint de la Prusse au Reichsrat et de 1920 à 1927 président de l'Association allemande des Marches de l'Est. Il est président du conseil d'administration de la Maison centrale des diaconesses de Béthanie à Berlin. Lors d'une cérémonie commémorative pour l'anniversaire de l'ancien chancelier Otto von Bismarck, Wrisberg est victime d'une crise cardiaque au Monument national et décède.
Depuis 1882, il est membre du Corps Bremensia Göttingen

### Activités après la Première Guerre mondiale
Dans les années 1920, Wrisberg tente de prouver la théorie de la « légende du coup de poignard dans le dos » dans diverses publications. C'est particulièrement le cas dans son ouvrage Heer und Heimat de 1921. Il entretient une longue correspondance avec le président fédéral de la Confédération allemande de l'Est, Alfred von Tilly (de).

### Famille
Wrisberg se marie avec Marie Edle von der Planitz (née en 1874) le 5 avril 1900 à Berlin. Elle est la fille du général d'artillerie prussien Max von der Planitz (1834–1910)

## Publications
- Herr und Heimat 1914-1918. (= Erinnerungen an die Kriegsjahre im Königlich Preußischen Kriegsministerium.) 3 Vol, K. F. Koehler, Leipzig 1921–1922.
  - Vol. 1: Der Weg zur Revolution 1914-1918. 1921; Inhaltsverzeichnis; Online-Digitalisat
  - Vol. 2: Heer und Heimat 1914-1918. 1921; Inhaltsverzeichnis; Online-Digitalisat
  - Vol. 3: Wehr und Waffen 1914-1918. 1922; Inhaltsverzeichnis
- Die Frage der Schuld am Kriege. Ein Vortrag. (= Deutschnationale Flugschrift der Deutschnationalen Schriftenvertriebsstelle. Nr. 105), Berlin: Deutschnationale Schriftenvertriebsstelle – [Leipzig]: [G. Brauns], 1921; online-Digitalisat
- Die Lage des Deutschtums im Osten. (= Deutscher Michel wach auf. Heft 7), Hannover; Leipzig: E. Letsch, 1923.